# ريان سميث (لاعب كرة قدم كندية)
ريان سميث (بالإنجليزية: Ryan Smith)‏ هو لاعب كرة قدم كندية أمريكي، ولد في 19 أغسطس 1991 في واهبتون في الولايات المتحدة.